# Liste der Baudenkmale in Butjadingen
In der Liste der Baudenkmale in Butjadingen sind die Baudenkmale der niedersächsischen Gemeinde Butjadingen und ihrer Ortsteile aufgelistet. Der Stand der Liste ist der 3. Juli 2022.

## Allgemein
In den Spalten befinden sich folgende Informationen:
- Lage: die Adresse des Baudenkmales und die geographischen Koordinaten. Kartenansicht, um Koordinaten zu setzen. In der Kartenansicht sind Baudenkmale ohne Koordinaten mit einem roten Marker dargestellt und können in der Karte gesetzt werden. Baudenkmale ohne Bild sind mit einem blauen Marker gekennzeichnet, Baudenkmale mit Bild mit einem grünen Marker.
- Bezeichnung: Bezeichnung des Baudenkmales
- Beschreibung: die Beschreibung des Baudenkmales. Unter § 3 Abs. 2 NDSchG werden Einzeldenkmale und unter § 3 Abs. 3 NDSchG Gruppen baulicher Anlagen und deren Bestandteile ausgewiesen.
- ID: die Objekt-ID des Baudenkmales
- Bild: ein Bild des Baudenkmales, ggf. zusätzlich mit einem Link zu weiteren Fotos des Baudenkmals im Medienarchiv Wikimedia Commons. Wenn man auf das Kamerasymbol klickt, können Fotos zu Baudenkmalen aus dieser Liste hochgeladen werden:

## Brüddewarden
| Lage                                   | Bezeichnung                            | Beschreibung | ID       | Bild |
| -------------------------------------- | -------------------------------------- | ------------ | -------- | ---- |
| Kirchweg 4 53° 32′ 51″ N, 8° 24′ 51″ O | St. Marcellinus und Petrus (Kirche)    |              | 36153382 | BW   |
| Kirchweg 4 53° 32′ 51″ N, 8° 24′ 53″ O | St. Marcellinus und Petrus (Friedhof)  |              | 36153887 | BW   |
| Kirchweg 4 53° 32′ 52″ N, 8° 24′ 51″ O | St. Marcellinus und Petrus (Kirchwurt) |              | 36151936 | BW   |

## Burhave
| Lage                                                      | Bezeichnung                    | Beschreibung | ID       | Bild |
| --------------------------------------------------------- | ------------------------------ | ------------ | -------- | ---- |
| Am Deich 22 53° 35′ 4″ N, 8° 21′ 55″ O                    | Wohn-/ Wirtschaftsgebäude      |              | 36148991 | BW   |
| Blumenstraße 2 53° 34′ 32″ N, 8° 21′ 46″ O                | Wohnhaus                       |              | 36149549 | BW   |
| Butjadinger Straße 3 53° 34′ 13″ N, 8° 22′ 16″ O          | Scheldengerstenmühle           |              | 36152058 | BW   |
| Butjadinger Straße 13 53° 34′ 17″ N, 8° 22′ 7″ O          | Wohnhaus                       |              | 36149019 | BW   |
| Butjadinger Straße 13 53° 34′ 17″ N, 8° 22′ 6″ O          | Anbau                          |              | 36153072 | BW   |
| Butjadinger Straße 15 53° 34′ 17″ N, 8° 22′ 6″ O          | Wohnhaus                       |              | 36149047 | BW   |
| Butjadinger Straße 15 53° 34′ 17″ N, 8° 22′ 5″ O          | Anbau                          |              | 36153072 | BW   |
| Butjadinger Straße 21 53° 34′ 19″ N, 8° 22′ 2″ O          | Wohn-/ Geschäftshaus           |              | 36149073 | BW   |
| Butjadinger Straße 21 53° 34′ 18″ N, 8° 22′ 1″ O          | Scheune                        |              | 36153018 | BW   |
| Butjadinger Straße 26 53° 34′ 20″ N, 8° 22′ 3″ O          | Wohnhaus                       |              | 36149128 | BW   |
| Butjadinger Straße 26 53° 34′ 20″ N, 8° 22′ 3″ O          | Scheune                        |              | 36152994 | BW   |
| Butjadinger Straße 29 53° 34′ 20″ N, 8° 21′ 58″ O         | Wohnhaus                       |              | 36149153 | BW   |
| Butjadinger Straße 29 53° 34′ 20″ N, 8° 21′ 57″ O         | Anbau                          |              | 36153097 | BW   |
| Butjadinger Straße 38 53° 34′ 23″ N, 8° 21′ 55″ O         | Wohnhaus                       |              | 36149208 | BW   |
| Butjadinger Straße 38 53° 34′ 23″ N, 8° 21′ 55″ O         | Scheune                        |              | 36152965 | BW   |
| Butjadinger Straße 41 53° 34′ 23″ N, 8° 21′ 51″ O         | „Haus Best“ (ehem. Müllerhaus) |              | 36149741 | BW   |
| Butjadinger Straße 41 53° 34′ 22″ N, 8° 21′ 50″ O         | „Haus Best“ (Best’sche Mühle)  |              | 36149236 | BW   |
| Butjadinger Straße 46 53° 34′ 24″ N, 8° 21′ 52″ O         | Postgebäude                    |              | 36149262 | BW   |
| Butjadinger Straße 52 53° 34′ 25″ N, 8° 21′ 50″ O         | Wohnhaus                       |              | 36149289 | BW   |
| Butjadinger Straße 68 53° 34′ 30″ N, 8° 21′ 45″ O         | Wohnhaus                       |              | 36149316 | BW   |
| Butjadinger Straße 70 53° 34′ 31″ N, 8° 21′ 44″ O         | Wohnhaus                       |              | 36149343 | BW   |
| Butjadinger Straße 73 53° 34′ 32″ N, 8° 21′ 40″ O         | Wohn-/ Geschäftshaus           |              | 36149369 | BW   |
| Butjadinger Straße 78 53° 34′ 36″ N, 8° 21′ 35″ O         | Herz Mariä, kath.              |              | 36149396 | BW   |
| L 860, km 65 gegenüber Nr. 79 53° 34′ 35″ N, 8° 21′ 37″ O | Kilometerstein                 |              | 36152134 | BW   |
| Butjadinger Straße 81 53° 34′ 34″ N, 8° 21′ 36″ O         | Wohnhaus                       |              | 36149423 | BW   |
| Butjadinger Straße 91 53° 34′ 36″ N, 8° 21′ 32″ O         | Wohnhaus                       |              | 36149450 | BW   |
| Butjadinger Straße 93 53° 34′ 36″ N, 8° 21′ 31″ O         | Wohnhaus                       |              | 36149477 | BW   |
| Butjadinger Straße 95 53° 34′ 37″ N, 8° 21′ 30″ O         | Wohnhaus                       |              | 36149501 | BW   |
| Butjadinger Straße 95 53° 34′ 37″ N, 8° 21′ 30″ O         | Stall                          |              | 36152788 | BW   |
| Butjadinger Straße 97 53° 34′ 37″ N, 8° 21′ 29″ O         | Wohnhaus                       |              | 36149525 | BW   |
| Luebbe-Siebeth-Straße 4 53° 34′ 37″ N, 8° 21′ 48″ O       | Pastorat                       |              | 36149602 | BW   |
| Luebbe-Siebeth-Straße 10 53° 34′ 35″ N, 8° 21′ 44″ O      | St. Petri (Kirche)             |              | 36149659 | BW   |
| Luebbe-Siebeth-Straße 10 53° 34′ 35″ N, 8° 21′ 43″ O      | St. Petri (Friedhof)           |              | 36153809 | BW   |
| Luebbe-Siebeth-Straße 10 53° 34′ 36″ N, 8° 21′ 45″ O      | St. Petri (Grabplatten)        |              | 36154005 | BW   |
| Luebbe-Siebeth-Straße 10 53° 34′ 35″ N, 8° 21′ 42″ O      | St. Petri (Kirchwurt)          |              | 36153304 |      |
| Oldenburger Straße 2 53° 34′ 16″ N, 8° 22′ 2″ O           | Wohnhaus                       |              | 36149688 | BW   |
| Oldenburger Straße 3 53° 34′ 15″ N, 8° 22′ 4″ O           | Wohnhaus                       |              | 36149714 | BW   |
| Oldenburger Straße 3 53° 34′ 15″ N, 8° 22′ 5″ O           | Stall                          |              | 36152916 | BW   |

## Eckwarden
| Lage                                              | Bezeichnung                           | Beschreibung | ID       | Bild           |
| ------------------------------------------------- | ------------------------------------- | ------------ | -------- | -------------- |
| Alter Dorfweg 7 53° 31′ 59″ N, 8° 16′ 16″ O       | Wohnhaus                              |              | 36152316 | BW             |
| Alter Dorfweg 7 53° 32′ 0″ N, 8° 16′ 16″ O        | Hofwurt                               |              | 36153455 | BW             |
| Alter Dorfweg 12 53° 32′ 0″ N, 8° 16′ 10″ O       | Wohnhaus                              |              | 36152407 | BW             |
| Eckwarder Hammerich 1 53° 31′ 27″ N, 8° 15′ 24″ O | Wohn-/ Wirtschaftsgebäude             |              | 36150039 | BW             |
| Eckwarder Hammerich 1 53° 31′ 26″ N, 8° 15′ 26″ O | Stall                                 |              | 36150064 | BW             |
| Eckwarder Straße 7 53° 32′ 2″ N, 8° 16′ 11″ O     | St. Lamberti (Kirche)                 |              | 36149851 | Weitere Bilder |
| Eckwarder Straße 7 53° 32′ 2″ N, 8° 16′ 12″ O     | St. Lamberti (Friedhof)               |              | 36152081 | BW             |
| Eckwarder Straße 7 53° 32′ 3″ N, 8° 16′ 10″ O     | St. Lamberti (Kirchplatz)             |              | 36153407 | BW             |
| Eckwarder Straße 7 53° 32′ 2″ N, 8° 16′ 10″ O     | St. Lamberti (Baumbestand)            |              | 36153912 | BW             |
| Eckwarder Straße 7 53° 32′ 4″ N, 8° 16′ 10″ O     | St. Lamberti (Glockenturm)            |              | 36149931 |                |
| Eckwarder Straße 7 53° 32′ 3″ N, 8° 16′ 12″ O     | Kriegerdenkmal                        |              | 36154083 | BW             |
| Eckwarder Straße 9 53° 32′ 3″ N, 8° 16′ 9″ O      | Pastorat                              |              | 36149877 | BW             |
| Eckwarder Straße 11 53° 32′ 3″ N, 8° 16′ 8″ O     | Schule                                |              | 36149904 | BW             |
| Eckwarder Straße 46 53° 32′ 3″ N, 8° 15′ 57″ O    | Wohnhaus                              |              | 36149956 | BW             |
| Eckwarder Straße 46 53° 32′ 3″ N, 8° 15′ 58″ O    | Vorbau                                |              | 36152811 | BW             |
| Eckwarder Straße 84 53° 31′ 57″ N, 8° 15′ 24″ O   | Eckwarder Mühle (Motormühle)          |              | 36150011 | BW             |
| Eckwarder Straße 82 53° 31′ 58″ N, 8° 15′ 25″ O   | Eckwarder Mühle (Müllerhaus)          |              | 36149983 | BW             |
| Eckwarder Straße 84 53° 31′ 58″ N, 8° 15′ 24″ O   | Eckwarder Mühle (Maschinenhaus)       |              | 36153202 | BW             |
| Eckwarder Straße 84 53° 31′ 58″ N, 8° 15′ 23″ O   | Eckwarder Mühle (Anbau)               |              | 36153734 | BW             |
| Zum Leuchtfeuer 53° 31′ 16″ N, 8° 13′ 57″ O       | Oberfeuer (Richtfeuerlinie Eckwarden) |              | 40660559 |                |

## Fedderwardersiel/ -wurth
| Lage                                            | Bezeichnung           | Beschreibung | ID       | Bild |
| ----------------------------------------------- | --------------------- | ------------ | -------- | ---- |
| Am Hafen 2 53° 35′ 47″ N, 8° 21′ 20″ O          | Packhaus              |              | 36150167 | BW   |
| Am Hafen 3 53° 35′ 49″ N, 8° 21′ 12″ O          | Rettungsboot-Schuppen |              | 36150194 |      |
| Am Hafen 3 53° 35′ 50″ N, 8° 21′ 13″ O          | Nebengebäude          |              | 36153178 | BW   |
| Am Hafen 4 53° 35′ 48″ N, 8° 21′ 20″ O          | Zollhaus              |              | 36150223 |      |
| Am Hafen 4 53° 35′ 48″ N, 8° 21′ 21″ O          | Nebengebäude          |              | 36153149 | BW   |
| Am Hafen 6 53° 35′ 49″ N, 8° 21′ 21″ O          | Wohn-/Geschäftshaus   |              | 36150255 | BW   |
| Am Hafen 8 53° 35′ 50″ N, 8° 21′ 22″ O          | Alte Darre            |              | 36150280 | BW   |
| Am Hafen 10 53° 35′ 50″ N, 8° 21′ 22″ O         | Wohnhaus              |              | 36150304 | BW   |
| Am Hafen 12 53° 35′ 51″ N, 8° 21′ 22″ O         | Wohnhaus              |              | 36150327 | BW   |
| Fedderwarder Deich 7 53° 36′ 2″ N, 8° 20′ 55″ O | Wohnhaus              |              | 36150114 | BW   |
| Wurtstraße 1 53° 36′ 4″ N, 8° 20′ 49″ O         | Wohnhaus              |              | 36150140 | BW   |
| Wurtstraße 6 53° 36′ 0″ N, 8° 20′ 38″ O         | Gulfhaus              |              | 36152753 | BW   |

## Langwarden
| Lage                                               | Bezeichnung                  | Beschreibung | ID       | Bild           |
| -------------------------------------------------- | ---------------------------- | --- | -------- | -------------- |
| Am Friesenkirchhof 53° 36′ 14″ N, 8° 18′ 9″ O      | Gedenkstätte                 | | 36150695 | BW             |
| Am Friesenkirchhof 53° 36′ 14″ N, 8° 18′ 8″ O      | Baumbestand                  | | 36153603 | BW             |
| Langwarder Straße 98 53° 36′ 2″ N, 8° 18′ 58″ O    | St. Laurentius (Kirche)      | Östlich auf einer langgestreckten Wurt gelegene Kirche als stattlicher Saalbau, ursprünglich über T-förmigem Grundriss, Tuffstein, Satteldach, errichtet im Kern Ende des 12.Jahrhunderts. Langhaus mit bauzeitlicher Gliederung nördlich mit schmalen Lisenen, Rundbogenfries sowie Rundbogenfenstern. Süd-, Ostwand und halbrunde Apsis in Backstein erneuert. 1844 das Querhaus abgebrochen. Kirchenschiff 1903 westlich verkürzt und dreigeschossigen Westturm angebaut, welcher ehemals als Seezeichen genutzt wurde. Das Innere flachgedeckt, mit Vierungsbögen und Empore von 1656 mit Szenen der Merian-Bibel. Weitere Ausstattung des 17. Jahrhunderts erhalten, darunter Altarretabel von 1652 in Nachfolge L. Münstermanns, Taufstein und Kanzel sowie Orgel von 1650/51, wohl von Berend Hus. | 36150533 | Weitere Bilder |
| Langwarder Straße 98 53° 36′ 13″ N, 8° 18′ 30″ O   | St. Laurentius (Kirchwurt)   | | 36153330 | BW             |
| Langwarder Straße 98 53° 36′ 14″ N, 8° 18′ 29″ O   | St. Laurentius (Friedhof)    | | 36153835 |                |
| Langwarder Straße 98 53° 36′ 13″ N, 8° 18′ 32″ O   | St. Laurentius (Einfriedung) | | 36154031 | BW             |
| Langwarder Straße 127 53° 36′ 2″ N, 8° 18′ 58″ O   | Hallenhaus                   | | 36150354 | BW             |
| Langwarder Straße 128 53° 36′ 15″ N, 8° 18′ 5″ O   | Pastorat                     | | 36150562 | BW             |
| Langwarder Straße 137 53° 36′ 12″ N, 8° 18′ 28″ O  | Wohnhaus                     | | 36150591 | BW             |
| Langwarder Straße 139 53° 36′ 12″ N, 8° 18′ 26″ O  | Langwarder Schule            | | 36150617 | BW             |
| Langwarder Straße 139a 53° 36′ 13″ N, 8° 18′ 26″ O | St. Laurentius (Küsterhaus)  | | 36150644 | BW             |
| Langwarder Straße 141 53° 36′ 13″ N, 8° 18′ 24″ O  | Wohnhaus                     | | 36150669 | BW             |

## Mürrwarden
| Lage                                              | Bezeichnung               | Beschreibung | ID       | Bild |
| ------------------------------------------------- | ------------------------- | ------------ | -------- | ---- |
| Langwarder Straße 130 53° 35′ 54″ N, 8° 17′ 12″ O | Wohn-/ Wirtschaftsgebäude |              | 36152189 | BW   |
| Mürrwarder Straße 1 53° 35′ 57″ N, 8° 17′ 13″ O   | Wohn-/ Wirtschaftsgebäude |              | 36152189 | BW   |
| Mürrwarder Straße 2 53° 35′ 58″ N, 8° 17′ 9″ O    | Wohn-/ Wirtschaftsgebäude |              | 36152157 | BW   |

## Ruhwarden
| Lage                                            | Bezeichnung               | Beschreibung | ID       | Bild |
| ----------------------------------------------- | ------------------------- | ------------ | -------- | ---- |
| Ruhwarder Straße 1 53° 35′ 35″ N, 8° 16′ 46″ O  | Hof Franksen (Gulfhaus)   |              | 36150851 | BW   |
| Ruhwarder Straße 1 53° 35′ 35″ N, 8° 16′ 45″ O  | Hof Franksen (Stall)      |              | 36152889 | BW   |
| Ruhwarder Straße 1 53° 35′ 34″ N, 8° 16′ 44″ O  | Hof Franksen (Remise)     |              | 36150881 | BW   |
| Ruhwarder Straße 1 53° 35′ 33″ N, 8° 16′ 46″ O  | Hof Franksen (Remise)     |              | 36150906 | BW   |
| Ruhwarder Straße 2 53° 35′ 36″ N, 8° 16′ 43″ O  | Wohn-/ Wirtschaftsgebäude |              | 36150930 | BW   |
| Ruhwarder Straße 2 53° 35′ 35″ N, 8° 16′ 43″ O  | Speicher                  |              | 36150956 | BW   |
| Ruhwarder Straße 2 53° 35′ 37″ N, 8° 16′ 44″ O  | Schafstall                |              | 36150980 | BW   |
| Ruhwarder Straße 2 53° 35′ 37″ N, 8° 16′ 44″ O  | Baumbestand               |              | 36153654 | BW   |
| Ruhwarder Straße 10 53° 35′ 30″ N, 8° 16′ 40″ O | Wohnhaus                  |              | 36151004 | BW   |
| Ruhwarder Straße 10 53° 35′ 30″ N, 8° 16′ 40″ O | Einfriedung               |              | 36153546 | BW   |
| Ruhwarder Straße 25 53° 35′ 24″ N, 8° 16′ 38″ O | Wohnhaus                  |              | 36151056 | BW   |
| Ruhwarder Straße 33 53° 35′ 11″ N, 8° 16′ 22″ O | Wohnhaus                  |              | 36149826 | BW   |

## Stollhamm
| Lage                                        | Bezeichnung               | Beschreibung | ID       | Bild           |
| ------------------------------------------- | ------------------------- | ------------ | -------- | -------------- |
| Burgweg 29 53° 31′ 11″ N, 8° 21′ 10″ O      | Wohn-/ Wirtschaftsgebäude |              | 36151276 | BW             |
| Burgweg 37 53° 32′ 19″ N, 8° 20′ 59″ O      | Wohn-/ Wirtschaftsgebäude |              | 36149769 | BW             |
| Burgweg 37 53° 32′ 17″ N, 8° 20′ 59″ O      | Hofwurt                   |              | 36153430 | BW             |
| Gartenweg 4 53° 30′ 46″ N, 8° 21′ 52″ O     | Christ König Kirche       |              | 36151302 | BW             |
| Hauptstraße 53° 30′ 54″ N, 8° 21′ 38″ O     | Kriegerdenkmal            |              | 36151355 | BW             |
| Hauptstraße 53° 30′ 54″ N, 8° 21′ 39″ O     | Garten                    |              | 36153227 | BW             |
| Hauptstraße 53° 30′ 54″ N, 8° 21′ 39″ O     | Baumbestand               |              | 36153760 | BW             |
| Hauptstraße 11 53° 30′ 44″ N, 8° 22′ 2″ O   | Villa                     |              | 36151381 | BW             |
| Hauptstraße 36 53° 30′ 48″ N, 8° 21′ 37″ O  | Wohnhaus                  |              | 36151437 | BW             |
| Hauptstraße 37 53° 30′ 49″ N, 8° 21′ 40″ O  | St. Nikolai (Kirche)      |              | 36151463 | Weitere Bilder |
| Hauptstraße 37 53° 30′ 49″ N, 8° 21′ 39″ O  | St. Nikolai (Glockenturm) |              | 36153784 | BW             |
| Hauptstraße 37 53° 30′ 48″ N, 8° 21′ 40″ O  | St. Nikolai (Kirchwurt)   |              | 36153280 | BW             |
| Hauptstraße 37 53° 30′ 48″ N, 8° 21′ 40″ O  | St. Nikolai (Friedhof)    |              | 36152107 | BW             |
| Hauptstraße 37 53° 30′ 50″ N, 8° 21′ 39″ O  | St. Nikolai (Baumbestand) |              | 36153981 | BW             |
| Hauptstraße 43a 53° 30′ 53″ N, 8° 21′ 37″ O | Wohnhaus                  |              | 40660446 | BW             |
| Hauptstraße 44 53° 30′ 53″ N, 8° 21′ 37″ O  | Wohnhaus                  |              | 40660531 | BW             |
| Hauptstraße 45 53° 30′ 54″ N, 8° 21′ 39″ O  | Feuerwehrgebäude          |              | 36151490 | BW             |
| Hauptstraße 45 53° 30′ 53″ N, 8° 21′ 39″ O  | Turm                      |              | 36152837 | BW             |
| Hauptstraße 45a 53° 30′ 52″ N, 8° 21′ 44″ O | Pastorat                  |              | 36151596 | BW             |
| Hauptstraße 45a 53° 30′ 53″ N, 8° 21′ 45″ O | Gartengrundstück          |              | 36153478 | BW             |
| Hauptstraße 45a 53° 30′ 52″ N, 8° 21′ 46″ O | Baumbestand               |              | 36154106 | BW             |
| Hauptstraße 45a 53° 30′ 52″ N, 8° 21′ 43″ O | Allee                     |              | 36153936 | BW             |
| Hauptstraße 46 53° 30′ 54″ N, 8° 21′ 37″ O  | Wohnhaus                  |              | 36151517 | BW             |
| Hauptstraße 53 53° 30′ 59″ N, 8° 21′ 37″ O  | Wohnhaus                  |              | 36151544 | BW             |
| Schulstraße 2 53° 30′ 50″ N, 8° 21′ 41″ O   | Küsterhaus                |              | 36151571 | BW             |
| Schulstraße 2 53° 30′ 50″ N, 8° 21′ 42″ O   | Scheune                   |              | 36152943 | BW             |
| Schulstraße 6 53° 30′ 49″ N, 8° 21′ 45″ O   | Schule                    |              | 36151622 | BW             |
| Schulstraße 6 53° 30′ 49″ N, 8° 21′ 44″ O   | Toilettengebäude          |              | 36151647 | BW             |
| Schulstraße 26 53° 30′ 44″ N, 8° 21′ 58″ O  | Wohnhaus                  |              | 36151673 | BW             |

## Tossens
| Lage                                            | Bezeichnung                    | Beschreibung | ID       | Bild           |
| ----------------------------------------------- | ------------------------------ | ------------ | -------- | -------------- |
| Burgenburg 2 53° 33′ 56″ N, 8° 15′ 41″ O        | Wohn-/ Wirtschaftsgebäude      |              | 36151774 | BW             |
| Münstermannstraße 1 53° 34′ 3″ N, 8° 16′ 11″ O  | St. Bartholomäus (Kirche)      |              | 36153356 | Weitere Bilder |
| Münstermannstraße 1 53° 34′ 2″ N, 8° 16′ 11″ O  | St. Bartholomäus (Kirchwurt)   |              | 36151907 | BW             |
| Münstermannstraße 1 53° 34′ 3″ N, 8° 16′ 10″ O  | St. Bartholomäus (Einfriedung) |              | 36153861 | BW             |
| Münstermannstraße 1 53° 34′ 1″ N, 8° 16′ 11″ O  | St. Bartholomäus (Friedhof)    |              | 36154057 | BW             |
| Münstermannstraße 1 53° 34′ 3″ N, 8° 16′ 10″ O  | St. Bartholomäus (Grabplatten) |              | 36154130 | BW             |
| Tossenser Straße 1 53° 34′ 7″ N, 8° 16′ 8″ O    | Reithalle                      |              | 36151826 | BW             |
| Tossenser Straße 19 53° 34′ 14″ N, 8° 15′ 58″ O | Villa                          |              | 36151852 | BW             |
| Tossenser Straße 19 53° 34′ 14″ N, 8° 15′ 59″ O | Einfriedungsgitter             |              | 36153501 | BW             |
| Tossenser Straße 34 53° 34′ 18″ N, 8° 15′ 56″ O | Wohnhaus                       |              | 36151880 | BW             |

## Waddens
| Lage                                       | Bezeichnung    | Beschreibung | ID       | Bild |
| ------------------------------------------ | -------------- | ------------ | -------- | ---- |
| Sieltiefsweg 9 53° 32′ 51″ N, 8° 25′ 34″ O | Kriegerdenkmal |              | 36151964 | BW   |
| Sieltiefsweg 9 53° 32′ 52″ N, 8° 25′ 32″ O | Baumbestand    |              | 36153960 | BW   |
| Sieltiefsweg 9 53° 32′ 50″ N, 8° 25′ 35″ O | Einfriedung    |              | 36153525 | BW   |

## Außerhalb A – K
| Lage                                                                  | Bezeichnung                               | Beschreibung | ID       | Bild |
| --------------------------------------------------------------------- | ----------------------------------------- | ------------ | -------- | ---- |
| (Beckmannsfeld) Beckmannsfelder Weg 10 53° 31′ 26″ N, 8° 18′ 59″ O    | Wohn-/ Wirtschaftsgebäude                 |              | 36148963 | BW   |
| (Burhaver Mitteldeich) Syuggewarder Weg 7 53° 32′ 57″ N, 8° 20′ 33″ O | Wohnhaus                                  |              | 36149798 | BW   |
| (Eckwarder Außendeich) 53° 32′ 47″ N, 8° 14′ 16″ O                    | Unterfeuer Mundahn (Richtfeuer Eckwarden) |              | 40662198 | BW   |
| (Gauwe) Gauweweg 1 53° 32′ 7″ N, 8° 21′ 54″ O                         | Wohn-/ Wirtschaftsgebäude                 |              | 36151327 | BW   |
| (Hünschen) Nr. 1 53° 30′ 30″ N, 8° 20′ 30″ O                          | Wohn-/ Wirtschaftsgebäude                 |              | 36150379 | BW   |
| (Iffens) Iffens 35 53° 31′ 56″ N, 8° 19′ 49″ O                        | ehem. Dorfkrug                            |              | 36150432 | BW   |
| (Iffens) Iffens 44 53° 32′ 20″ N, 8° 19′ 38″ O                        | Hof Melkschap (Gulfhaus)                  |              | 36151107 | BW   |
| (Iffens) Iffens 44 53° 32′ 19″ N, 8° 19′ 39″ O                        | Hof Melkschap (Stall)                     |              | 36151135 | BW   |
| (Inte) Inter Weg 6 53° 29′ 33″ N, 8° 22′ 44″ O                        | Wohn-/ Wirtschaftsgebäude                 |              | 36150459 | BW   |
| (Inte) Inter Weg 6 53° 29′ 31″ N, 8° 22′ 41″ O                        | Wohnhaus                                  |              | 36150486 | BW   |
| (Inte) Inter Weg 6 53° 29′ 32″ N, 8° 22′ 43″ O                        | Nebengebäude                              |              | 36150509 | BW   |

## Außerhalb L – Z
| Lage                                                            | Bezeichnung                   | Beschreibung | ID       | Bild |
| --------------------------------------------------------------- | ----------------------------- | ------------ | -------- | ---- |
| (Mitteldeich) Hauptstraße 88 53° 32′ 34″ N, 8° 21′ 36″ O        | Kanalwärterhaus               |              | 36151219 | BW   |
| (Mitteldeich) Hauptstraße 88 53° 32′ 34″ N, 8° 21′ 36″ O        | Stall                         |              | 36153251 | BW   |
| (Osterhausen) Beckmannsfelder Weg 2 53° 31′ 22″ N, 8° 19′ 52″ O | Wohn-/ Wirtschaftsgebäude     |              | 36150406 | BW   |
| (Osterhausen) Osterhausen 1 53° 31′ 20″ N, 8° 20′ 10″ O         | Gut Osterhausen (Hallenhaus)  |              | 36150723 | BW   |
| (Osterhausen) Osterhausen 1 53° 31′ 20″ N, 8° 20′ 8″ O          | Gut Osterhausen (Pferdestall) |              | 36150751 | BW   |
| (Roddenser Hammerich) Prieweg 4 53° 33′ 11″ N, 8° 16′ 14″ O     | Wohn-/ Wirtschaftsgebäude     |              | 36150804 | BW   |
| (Roddenser Hammerich) Prieweg 4 53° 33′ 10″ N, 8° 16′ 13″ O     | Stall                         |              | 36150829 | BW   |
| (Seeverns) Nr. 32 53° 33′ 30″ N, 8° 18′ 2″ O                    | ehem. Arbeiterwohnhaus        |              | 36151080 | BW   |
| (Sillens) Burwischweg 6 53° 33′ 46″ N, 8° 22′ 43″ O             | ehem. Arbeiterwohnhaus        |              | 36151162 | BW   |
| (Sillens) Ringweg 8 53° 33′ 42″ N, 8° 22′ 40″ O                 | Hof Bielefeld (Gulfhaus)      |              | 36152286 | BW   |
| (Steltere) Eckwarder Altendeich 5 53° 33′ 30″ N, 8° 15′ 2″ O    | Wohnhaus                      |              | 36151799 | BW   |
| (Stollhammerwisch) Schulweg 1 53° 31′ 31″ N, 8° 23′ 18″ O       | Schule                        |              | 36150751 | BW   |
| (Stollhammerwisch) Schulweg 5 53° 31′ 55″ N, 8° 23′ 32″ O       | Wohn-/ Wirtschaftsgebäude     |              | 36151248 | BW   |
| (Süllwarden) Süllwarderburg 10 53° 34′ 31″ N, 8° 18′ 42″ O      | Wohnhaus                      |              | 36151724 | BW   |
| (Süllwarden) Süllwarderburg 10 53° 34′ 32″ N, 8° 18′ 42″ O      | Scheune                       |              | 36151699 | BW   |
| (Süllwarden) Süllwarderburg 10 53° 34′ 32″ N, 8° 18′ 39″ O      | Stall                         |              | 36151750 | BW   |